# Красная Шапочка (мультфильм, 1937)
«Красная Шапочка» — советский рисованный мультфильм 1937 года, снятый Валентиной и Зинаидой Брумберг.
Мультфильм создан по мотивам сказки Шарля Перро, однако во многом отличается от неё.

Выполнен в классическом «диснеевском» стиле, пробывшем в советской мультипликации до 1939 года.

## Сюжет
Кот нёс Красной Шапочке письмо от бабушки, в котором та приглашала её в гости, запрещая идти через лес из-за опасности встретить страшного волка. По пути на кота напал волк и прочёл потерянное им послание, но кот, переждав опасность на дереве, подобрал письмо и доставил девочке. Получив приглашение, Красная Шапочка отправилась в путь. Волк, переодевшись в припрятанную козлиную шкуру, встретил девочку и взялся довезти её до дома бабушки через лес, сообщив, что волка якобы убили охотники. Оставив девочку достаточно далеко от дома бабушки, чтобы добежать до него первым, волк, подделав голос Красной Шапочки, обманул старушку и проник в дом, однако кот помешал ему проглотить бабушку, которая спряталась внутри напольных часов. Когда пришла Красная Шапочка, волк, надев халат, чепец, очки и усевшись в вольтеровское кресло-качалку, впустил её в дом. Девочка, достав из корзинки пирожок, стала спрашивать мнимую бабушку, почему у неё такие большие уши (полностью скрытые чепцом), глаза и огромный страшный рот. После последнего вопроса волк сообщил жертве о цели своего маскарада и приготовился напасть, но сидевший всё это время на шкафу кот обсыпал его молотым перцем из перечницы. Чихая, волк опрокинул кресло и упал, что позволило Красной Шапочке укрыться под диваном. Волк попытался добраться до девочки, но кот, изображая Кота в сапогах (возможно, отсылка к снимавшейся Валентиной и Зинаидой Брумберг экранизации одноимённой сказки, вышедшей на экраны весной следующего 1938 года), вступил с ним в схватку, фехтуя стрелкой от часов, как шпагой. В ходе недолгого сражения, в котором приняли участие также и часы, использовавшие свои гири в качестве кистеня, волк через открытый котом люк в полу провалился в погреб, где оказался в большой деревянной бочке с томатной пастой. Кот, тут же закрыв бочку крышкой, выкатил её наружу и вместе с Красной Шапочкой и бабушкой столкнул с откоса в реку. Упав в воду, бочка утонула. Избавившись таким образом от волка, радостная Красная Шапочка станцевала с храбрым и находчивым котом, а бабушка угостила его сметаной.

## Съёмочная группа
| сценарий                  | Валентины и Зинаиды Брумберг, Татьяны Басмановой, А. Карпова |
| текст песни               | Георгия Берёзко                                              |
| режиссёры                 | Валентина Брумберг, Зинаида Брумберг                         |
| ассистент                 | Татьяна Басманова                                            |
| композитор                | Анатолий Александров                                         |
| художники-мультипликаторы | Ламис Бредис, Лев Позднеев                                   |
| звукооператор             | С. Ренский                                                   |
| оператор                  | Д. Каретный                                                  |

## Отличия от сказки
- В мультфильме присутствуют дополнительные персонажи: кот, которого у Шарля Перро не было (хотя в ранних вариантах народной сказки у бабушки жила кошка, безуспешно пытавшаяся предостеречь внучку), а также оживающие напольные часы, без участия которых бабушка была бы съедена, а кот не смог бы в одиночку справиться с защитой девочки от волка.
- Для встречи с Красной Шапочкой волк оделся в козлиную шкуру, из-за чего девочка не узнала его и вопреки запрету бабушки согласилась ехать короткой дорогой через лес. Никакого практического смысла для развития сюжета этот коварный обман не имел, но использование козлиной шкуры вместо библейской овечьей (Матф. 7:15) позволило вставить вокальную партию волка.
- В мультфильме волк не смог проглотить ни Красную Шапочку, ни бабушку. Соответственно, разрезать ему живот, чтобы вызволить пострадавших, никто не стал, и необходимости привлекать для этой процедуры лесорубов (как в версии Братьев Гримм) не возникло.
- В мультфильме с волком покончили гораздо мягче, чем в оригинале. Вероятная гибель хищника от утопления не очевидна, поскольку бочка, попав в реку и погрузившись в воду, через мгновения развалилась на части, которые всплыли на поверхность, высвободив содержимое. Возможно даже, что волк сам разбил её и выбрался из места заточения, как обречённый на гибель князь Гвидон в «Сказка о царе Салтане».

## Факты
- Во время перевозки Красной Шапочки на своей спине волк напевает первый куплет песенки «Жил-был у бабушки серенький козлик», полное содержание текста которой объясняет судьбу прежнего носителя козлиной шкуры.